# Udomlja
Udomlja (in russo Удомля?) è una città dell'Oblast' di Tver' nella Russia europea, localizzata a 225 km a nord di Tver', sulla ferrovia Rybinsk–Bologoye. È il centro amministrativo dell'Udomel'skij rajon. Ha una popolazione di 31.961 abitanti secondo il censimento russo del 2002.
Venne fondata nel 1869 e sorse attorno alla stazione ferroviaria di Troitsa. Nel 1974 iniziò la costruzione della Centrale nucleare Kalinin di Udomlja. Ricevette lo status di città nel 1981.